# Luis Muñoz Cabrero
Luis Muñoz Cabrero (Madrid, 12 febbraio 1928 – San Pedro Alcántara, 17 luglio 1989) è stato un bobbista spagnolo.

## Biografia
Ha partecipato alle Olimpiadi invernali di Cortina d'Ampezzo 1956.
Viene ricordato come vincitore di una medaglia di bronzo nella sua disciplina, ottenuta ai campionati mondiali del 1957 (edizione tenutasi a St. Moritz, Svizzera) insieme al connazionale Alfonso de Portago. Nell'edizione l'oro andò alla squadra italiana, l'argento a quella statunitense.